# William Ryder
Pour les articles homonymes, voir Ryder.

a Compétitions nationales et continentales officielles uniquement.

b Matchs officiels uniquement.
Dernière mise à jour le 28 septembre 2013.
William Ryder, né le 6 juin 1982, est un joueur fidjien de rugby à XV et rugby à sept évoluant principalement au poste d'ailier même s'il peut jouer de manière polyvalente aux autres postes des lignes arrière (arrière, demi de mêlée et demi d'ouverture). Il a joué au sein de l'effectif du Stade montois entre 2011 et 2013. Il fait désormais partie de l'équipe de l'UAL Rugby en Fédérale 1 depuis 2013 et il joue sous les couleurs de l'équipe des Fidji de rugby à sept.

## Palmarès
- Vainqueur de la Coupe du monde de rugby à sept en 2005